# Plantago tehuelcha
Plantago tehuelcha là một loài thực vật có hoa trong họ Mã đề. Loài này được Speg. miêu tả khoa học đầu tiên.